# 滨海拉特里尼泰
滨海拉特里尼泰（法語：La Trinité-sur-Mer，法語發音：[la tʁinite syʁ mɛʁ]）是法国莫尔比昂省的一个市镇，属于洛里昂区。

## 地理
滨海拉特里尼泰（47°35'7"N, 3°1'47"W）面积6.2 平方千米，位于法国布列塔尼大區莫尔比昂省，该省份为法国西北部沿海省份，位于布列塔尼半岛南部，北起阿摩尔滨海省、西接菲尼斯泰尔省，南濒大西洋，东南接大西洋卢瓦尔省，东临伊勒-维莱讷省。
与滨海拉特里尼泰接壤的市镇（或旧市镇、城区）包括：卡尔纳克、圣菲利贝尔。

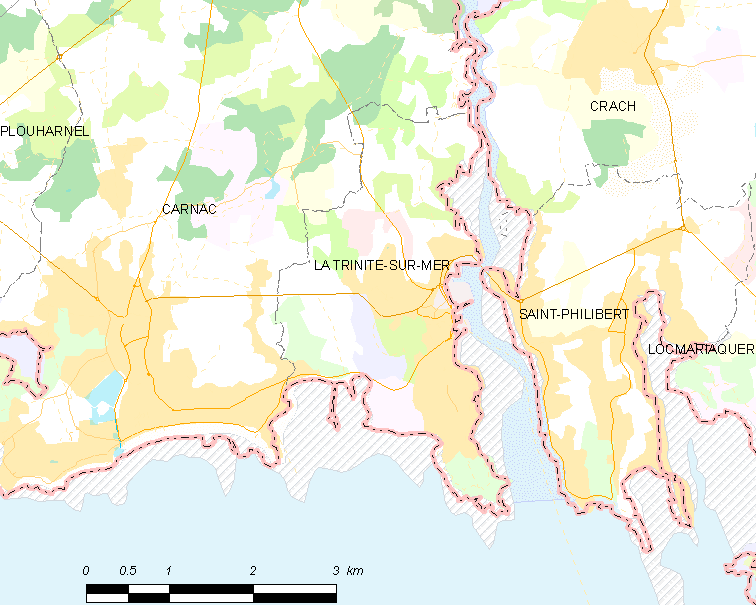
滨海拉特里尼泰的OSM定位图

滨海拉特里尼泰的时区为UTC+01:00、UTC+02:00（夏令时）。

## 行政
滨海拉特里尼泰的邮政编码为56470，INSEE市镇编码为56258。

## 政治
滨海拉特里尼泰所属的省级选区为基伯龙县。

## 人口

1962-2008年间滨海拉特里尼泰人口变化图示

滨海拉特里尼泰于2022年1月1日时的人口数量为1837人。